# The Hu
The Hu (stiliseret som The HU) er et mongolsk folkmetalband, der blev dannet i 2016. Med traditionelle mongolske instrumenter inklusivee Morin khuur, Tovshuur og mongolsk strubesang, kalder bande deres musikstil for "hunnu rock", hu inspireret af Hunnu, et gammelt tegn for det mongolske imperium, kendt som Xiongnu i den vestlige kultur. Nogle af bandets teksterinkludere gamle mongolske krigsråb og poesi.
Gruppen lagde de to sange "Yuve Yuve Yu" og "Wolf Totem" i efteråret 2018, og i efteråret 2020 havde disse sange sammenlagt over 100 millioner visninger.

## Personel

### Medlemmer
- Galbadrakh Tsendbaatar aka "Gala" – Morin Khuur, mongolsk strubesang (2016–nu)[6]
- Nyamjantsan Galsanjamts aka "Jaya" – Tumur Khuur, Tsuur, strubesang (2016–nu)
- Enkhsaikhan Batjargal aka "Enkush" – Morin Khuur, strubesang (2016–nu)
- Temuulen Naranbaatar aka "Temka" – Tovshuur, baggrundsvokal (2016–nu)

### Tourmedlemmer
- Jambaldorj Ayush aka "Jamba" – Guitar, baggrundsvokal (2019–nu)
- Nyamdavaa aka "Davaa" – Bas, baggrundsvokal (2020–nu)
- Unumunkh Maralkhuu aka "Ono" – Percussion, Tumur Khuur, Bbaggrundsvokal (2019–nu)
- Odbayar Gantumur aka "Odko" – Trommer (2019–nu)

## Diskografi

### Studiealbums
| Title     | Detaljer                                                                                               | Højeste hitlisteplacering | Højeste hitlisteplacering | Højeste hitlisteplacering | Højeste hitlisteplacering | Højeste hitlisteplacering | Højeste hitlisteplacering | Højeste hitlisteplacering | Højeste hitlisteplacering | Højeste hitlisteplacering | Højeste hitlisteplacering |
| Title     | Detaljer                                                                                               | AUS                       | AUT                       | BEL (FL)                  | CAN                       | FIN                       | FRA                       | GER                       | SWI                       | UK                        | US                        |
| --------- | --- | ------------------------- | ------------------------- | ------------------------- | ------------------------- | ------------------------- | ------------------------- | ------------------------- | ------------------------- | ------------------------- | ------------------------- |
| The Gereg | - Udgivet: 13. september 2019 - Pladeselskab: Eleven Seven - Formater: CD, digital download, streaming | 11                        | 25                        | 38                        | 73                        | 32                        | 99                        | 24                        | 14                        | 21                        | 103                       |

### Singler
| Titel                                             | År   | Højeste hitlisteplacering | Højeste hitlisteplacering | Højeste hitlisteplacering | Højeste hitlisteplacering | Højeste hitlisteplacering | Album     |
| Titel                                             | År   | CAN Rock                  | US Main.                  | US Rock                   | US Rock Dig.              | US World                  | Album     |
| ------------------------------------------------- | ---- | ------------------------- | ------------------------- | ------------------------- | ------------------------- | ------------------------- | --------- |
| "Yuve Yuve Yu" (solo eller med From Ashes to New) | 2018 | 49                        | 4                         | 35                        | 7                         | 2                         | The Gereg |
| "Wolf Totem" (solo eller med Jacoby Shaddix)      | 2018 | 34                        | 5                         | 22                        | 1                         | 1                         | The Gereg |
| "Shoog Shoog"                                     | 2019 | —                         | —                         | —                         | —                         | 24                        | The Gereg |
| "The Great Chinggis Khaan"                        | 2019 | —                         | —                         | —                         | —                         | —                         | The Gereg |
| "Song of Women" (solo eller med Lzzy Hale)        | 2020 | —                         | —                         | —                         | —                         | —                         | The Gereg |